# Глізе 876 d
Глізе 876 d (англ. Gliese 876 d) — це екзопланета приблизно в 15 світлових роках від нас у сузір'ї Водолія. Планета була третьою, виявленою на орбіті біля червоного карлика Глізе 876. На момент свого відкриття, планета мала найменшу масу з усіх відомих позасонячних планет, крім пульсарних планет на орбіті PSR B1257+12. Через низьку масу, вона може бути класифікована як надземля.

## Відкриття
Глізе 876 d була виявлена шляхом аналізу змін у променевій швидкості її зорі в результаті гравітаційного впливу планети. Вимірювання променевої швидкості були зроблені шляхом спостереження ефекту Доплера у спектральних лініях зорі. На момент відкриття планети, довкола Глізе 876 вже були відомі дві позасонячних планети, позначені Глізе 876 b і Глізе 876 c, в орбітальному резонансі 2:1. Після того, яка вплив цих двох планет був врахований, променева швидкість все ще показувала ще один період, у межах двох днів. Про відкриття планети Глізе 876 d з масою приблизно в 7,5 разів більше, ніж Землі, було оголошено 13 червня 2005 року командою під керівництвом Еудженіо Рівери.
2010 року далі від зорі в системі було відкрито четверту планету Глізе 876 e за допомогою тривалих вимірів променевої швидкості зорі, які були зроблено в гавайській обсерваторії ім. Кека. За своєю мінімальною масою Глізе 876 e у 13,4 раз більша Землі й за розмірами приблизно відповідає Урану. Планета перебуває в орбітальному резонансі 4:2:1 з Глізе 876 b і Глізе 876 c.

## Орбіта і маса

Орбіти планет довкола Глізе 876. Глізе 876 d — найближча планета до зірки.

Глізе 876 d знаходиться на орбіті з великою піввіссю лише 0,0208 а.о. (3,11 млн км). На такій відстані від зорі, припливна взаємодія в теорії повинна зробити орбіту круглою; тим не менш, вимірювання показують, що вона має високий ексцентриситет 0,207, схожий з ексцентриситетом Меркурія в Сонячній системі.
Обмеження методу променевої швидкості, використаного для виявлення Глізе 876 d, в тому, що ним можна отримати лише нижню межу маси. Це тому, що виміряне значення маси також залежить від нахилу орбіти, який переважно невідомий. Однак моделі, що враховують гравітаційні взаємодії між резонансними зовнішніми планетами, дозволяють визначити нахил орбіт. В результаті встановлено, що зовнішні планети майже компланарні з нахилом близько 59° відносно площини неба. Якщо припустити, що Глізе 876 d обертається в тій же площині, що і інші планети системи, справжня маса планети була визначена у розмірі 6,83 мас Землі.
Моделі передбачають, що якщо її не-кеплерівська орбіта може бути усереднена до кеплерівського ексцентриситету 0,28, то припливне нагрівання буде відігравати значну роль в геології планети, можливо навіть тримаючи її у повністю розплавленому стані. Прогнозований тепловий потік становить приблизно 104-5 Вт/м² на поверхні планети; для порівняння  тепловий потік на поверхні Іо становить близько 3 Вт/м². Це схоже на енергію, яку вона отримує від своєї материнської зорі у розмірі близько 40 000 Вт/м²

## Фізичні характеристики
Оскільки  Глізе 876 d була виявлена лише побічно за рахунок її гравітаційного впливу на зорю, такі властивості, як її радіус, склад, температура, невідомі. Виходячи з припущення про розподіл температури, схожий на Венеру, і максимальне альбедо 0,8, температура оцінюється у 430—650 Кельвінів.
Низька маса планети призвела до припущення, що це може бути планета земного типу. Цей тип масивної планети земного типу міг утворитися у внутрішній частині системи Глізе 876 із матеріалу, підштовхнутого до зорі внутрішньою міграцією газових гігантів.
Альтернативно, планета могла утворитися далі від Глізе 876 як газовий гігант, та мігрувати ближче до зорі разом з іншими газовими гігантами. Тоді склад планети був би багатший на леткі речовини, такі як вода. Коли планета наблизилась до зорі, остання здула б з планети водневий шар шляхом корональних викидів маси. В цій моделі, планета буде мати  океан води під тиском (у вигляді надкритичної рідини), відокремлений від силікатного ядра шаром льоду, який перебуває у замороженому вигляді завдяки високому тиску в надрах планети. Така планета буде мати атмосферу, що містить пари води і вільний оксиген, вироблений розпадом води під ультрафіолетовим випромінюванням.
Надання переваги якійсь з цих моделей потребує отримання додаткових відомостей про радіус планети та її склад. Не зафіксовано, щоб планета проходила по диску зорі, що робить отримання цієї інформації неможливим при сучасних спостережних можливостях.

## Коментар
1. 1 2  Невизначеності у планетарних масах та великих напіввісях не приймають до уваги непевність у масі зорі.
2. ↑  Зоря випромінює приблизно 1,24% енергії Сонця, планета розташована на 0,0208 а.о., тому отримує 0,0124*48*48 разів енергії на м² по відношенню до отримуваної Землею (1366 Вт/м²) або 39 151 Вт/м².